# 华江瑶族乡
华江瑶族乡是中华人民共和国广西壮族自治区桂林市兴安县下辖的一个民族乡。

## 行政区划
华江瑶族乡下辖以下村级行政区划单位：
千祥村、升坪村、同仁村、锐炜村、洞上村、小河村、杨雀村、高寨村和水埠村。